# Tibetaanse geneeskunde
Tibetaanse geneeskunde is een traditioneel geneeswijzesysteem dat de Indiase ayurveda als voornaamste basis heeft. De ziekteleer en in het bijzonder de voorstelling, dat de belangrijkste oorzaken van ziekte terug te voeren zijn op drie beperkingen van de menselijke geest (begeerte, aversie en onwetendheid), rusten op de leer van Gautama Boeddha. De werking van de Tibetaanse geneeskunde is niet wetenschappelijk bewezen.
Tibetaanse geneeskunde wordt niet alleen in de huidige Tibetaanse Autonome Regio (Tibet) toegepast, maar ook in bijvoorbeeld de aangrenzende provincies Sichuan, Qinghai, Gansu, Yunnan, de Indiase deelstaten Ladakh en Sikkim en de buurlanden Bhutan en Nepal. Na de Tibetaanse diaspora in de jaren 50 van de 20e eeuw breidde de toepassing van de Tibetaanse geneeskunde zich uit over de wereld, in het bijzonder over India, Europa en Noord-Amerika.

## Historische ontwikkeling

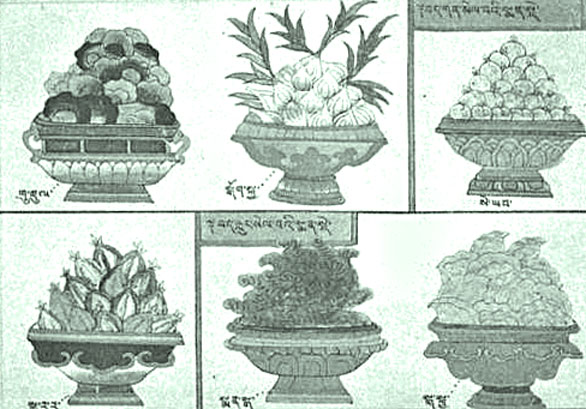
Zes gebruikelijke kruiden in de Tibetaanse geneeskunde

De Tibetaanse geneeskunde kan haar wortels hebben in de prehistorie van Tibet. Over die periode is echter niets bekend. De oudste schriftelijke medische literatuur dateert uit de laatste periode van het Tibetaanse rijk (600 -850).
Deze documenten maken duidelijk dat er in die fase aanzienlijke invloed was van met name de Indiase medische literatuur. Een wat latere Tibetaanse legende spreekt ook van ontmoetingen met een arts uit het westen, Galenus. Het suggereert enige kennis van zijn opvattingen, waarschijnlijk verkregen via Arabische bronnen.
Die eerste documenten maken deel uit van de manuscripten van Dunhuang. De context van die documenten maakt duidelijk dat veel daarvan gelieerd is aan het genezen van wonden ontstaan door oorlogshandelingen, bijvoorbeeld schedelwonden en verwondingen aan de ingewanden, zoals bij darmen.
Als het bot van een schedel van een man gebroken is, haal dan de huid van de schedel terug, verwijder de fragmenten van het bot maar laat het membraan intact. Dood dan een hond. Veeg eerst de wond met de huid van de hond en bedek dan de wond met de nog warme huid van de hond. Olie dan de verwijderde botfragmenten, wikkel die eerst in een zijden doek en zet vervolgens die fragmenten weer terug in de schedelwond
Om te bepalen of de darmen van een man nog intact zijn is het noodzakelijk om hem oraal een drachm (hoeveelheid) kwik toe te dienen. Als dat weer zijn anus passeert, kan hij genezen worden. Als dat niet gebeurt, zullen ook diegenen die geluk hebben sterven en in dat geval is het noodzakelijk religie uit te oefenen.
Ook behandelingen ten aanzien van brandend maagzuur, vergroeiing van de wervelkolom en overconsumptie van alcohol komen in die teksten voor. Invloed van Chinese literatuur blijkt uit een beschrijving van de praktijk van moxibustie.
Er zijn ook een aantal documenten uit die periode die een vorm van veterinaire geneeskunde beschrijven, met name gericht op paarden. Ook die zijn vaak gelieerd aan oorlogshandelingen.

### De Vier medische tantra´s
De Tibetaanse geneeskunde zoals die nu bekendstaat, werd voor het eerst beschreven in de Vier medische tantra's. Er zijn verschillende tradities ten aanzien van de herkomst van het werk. Wetenschappelijk onderzoek heeft vastgesteld dat de tekst uit de twaalfde eeuw dateert. De belangrijkste auteur dan wel samensteller van het werk is Yutog Sarma Yönten Gönpo ('de jongere'). Een deel van de tekst is ontleend aan Indiase medische verhandelingen, zoals een deel van de Ayurveda, die in de elfde eeuw al door Rinchen Zangpo waren vertaald in het Tibetaans. De Vier medische tantra's is het klassieke leerboek waarin alle beschikbare kennis van dat moment van de Tibetaanse geneeskunde werd samengevat. Het is tot op heden de basis van die geneeskunde.

### Aanvullingen
In de zeventiende eeuw werden nog belangrijke commentaren en aanvullingen geschreven door Darmo Lopsang Chodrak (1638–1710), de lijfarts van de 5e dalai lama. Het handelt dan om farmacologie en nieuwe inzichten uit Nepal. Hij schreef ook een hagiografie over zowel Yutog Sarma Yönten Gönpo als Yutog Yönten Gönpo ('de oudere'). De laatste is een arts uit de achtste eeuw, waarvan het historische bestaan op zijn minst twijfelachtig is.
Een ander commentaar werd geschreven door zijn tijdgenoot Sanggye Gyatso (1653–1705), de regent in Tibet. In zijn werk, de Blauwe beril, benadrukte hij in navolging van de Vier medische tantra's dat de grondslag van de geneeskunde in de boeddhistische doctrine ligt. Het werk geeft ethische richtlijnen aan artsen. Het stelt met name dat scholing essentieel is en in dat verband kritiseert het artsen, die 'te lui zijn om een tekst te lezen'. Sangyye Gyatso stichtte een medisch college op de heuvel Chogpori nabij Lhasa. In de achttiende eeuw heeft
Tenzin Phüntsok een omvangrijke materia medica geschreven die tot op heden wordt geraadpleegd.

### Verval medische kennis en discipline
Vanaf eind achttiende eeuw is er in Centraal-Tibet een duidelijk verval van de medische kennis en discipline. Nieuwe publicaties uit de negentiende eeuw komen vrijwel uitsluitend uit Amdo en Kham, vooral uit de drukkerij van het koninkrijk Dergé.
Meerdere bezoekers van Centraal-Tibet van eind negentiende en begin twintigste eeuw hebben het volstrekte gebrek aan ook maar enige elementaire medische en anatomische kennis beschreven van – grotendeels analfabete – artsen, alsmede het gebrek aan compassie waarmee veel patiënten werden behandeld. In 1916 werd door de dertiende dalai lama een nieuw college opgericht, het Men Tsee Khang, het Tibetaans Medisch en Astrologisch Instituut.

## Belangrijkste kenmerken
De basiseigenschappen van het lichaam in de Tibetaanse geneeskunde zijn de dosha's, dat vertaald 'fouten', 'vlekken' of 'onbalans' betekent. Tot de dosha's worden alle fouten als gevolg van een verstoring van de balans/levensritme dat prana wordt genoemd gerekend. Prana ontstaat door de samenkomst van Shiva (=yang) en Parvati (=yin). Een samenkomst van een ongelijke hoeveelheid van deze twee veroorzaakt onbalans.
Er wordt gerekend dat iemand die zich niet in de normtoestand bevindt, het lichaam schade berokkent. Tegengesteld is iemand die in harmonie leeft, gezond. Wanneer deze lichaamsprincipes zich in een toestand van een tekort of overvloed bevinden, dan storen ze elkaar en is volgens de filosofie ziekte het gevolg.
Elk van de lichaamsenergieën treedt in vijf verschillende vormen met verschillende functies en lokalisaties op. Er is een gedifferentieerd systeem van lichaamskanalen, waarin de verschillende vormen van energie en vloeibare stoffen getransporteerd worden, wat de Tibetaanse geneeskunde een complex geneessysteem maakt met een overeenkomstige diagnostiek.

De vijf elementen: vuur, aarde, metaal, water en hout

De drie dosha's zijn actieve verdichtingen van de vijf grote elementen: metaal, hout, water, vuur en aarde. Belangrijk in de filosofie is het harmonische evenwicht tussen de elementen, waarbij wordt uitgegaan dat het met voeding in balans blijft. Ze hebben als taak deze elementen in de microkosmos van het lichaam te beïnvloeden:
Wind – 'energie van beweging'Rlung, Sanskriet: vayu, vatta, staat voor het bewegelijke element van in lichaam en geest en is bij alle fysiologische processen betrokken die naar hun aard dynamisch zijn. Rlung is de drijvende kracht achter de vegetatieve functies ademhaling, hartslag en peristaltiek. Rlung staat echter ook voor zintuiglijke waarneming en psychische activiteit.
Gal – 'vuur van het leven'Mkhrispa of tripa, Sanskriet: pitta, staat voor de verschillende soorten van warmte in het lichaam en neemt aan de stofwisseling deel, in het bijzonder aan de spijsvertering, en wordt met het koken van voeding vergeleken.
Slijm – 'het vloeibare element'Badkan, Sanskriet: Kapha, staat voor alle factoren van vloeibaarheid in het lichaam en vervult functies van mechanische natuur: cohesie, ondersteuning, smering, enz.

### Vier nobele waarheden
In het boeddhisme wordt gesproken van vier nobele waarheden:
1. De eerste nobele waarheid is de waarheid van het lijden, het feit, dan geluk voortdurend daarnaartoe verdwijnt. Geboorte, ouderdom, ziekte en dood is lijden. Alles dat we hebben is aan de onbestendigheid onderworpen.
2. De tweede nobele waarheid toont de oorzaak, ook wel de drie giffen van onophoudelijke lijden:
  - Hechting, begeerte en verlangen
  - Woede, haat en agressie
  - Onwetendheid en verblinding
3. Het subject-objectdualisme of het vasthouden aan de voorstelling van een duurzaam, vooral gescheiden bestaande Ich (ti-mug) is de basisverblinding, waar alle andere uit voortkomen. Volgens de boeddhistische filosofie, psychologie en oosterse geneeskunde is het vasthouden aan het Ego de oorzaak van alle lijden en ziektes.
4. De derde nobele waarheid gaat over het eindigen van het lijden, door wortel van het lijden eruit te trekken door middel van de tegengiffen medeleven, meditatie en wijsheid.
5. De vierde nobele waarheid luidt, dat er een pad is die naar het beëindigen van het lijden leidt. Het pad naar de bevrijding bestaat uit de uitoefening van vrijgevigheid, zedelijkheid, geduld, inspanning, concentratie en wijsheid.

Het boeddhistische geneessysteem gaat ervan uit, dat het lijden inherent met de mens is verbonden. Ziekte wordt niet als een vreemde grootheid gezien die het lichaam van buiten aantast, maar als een principe dat in wezen deel uitmaakt van het leven zelf.
De volgende tabel toont de geneeskundige overeenkomsten met betrekking tot de vier waarheden:
| Vier nobele waarheden                  | Westerse geneeskunde                     | Tibetaanse geneeskunde               | Leer van Gautama Boeddha                      |
| -------------------------------------- | ---------------------------------------- | ------------------------------------ | --------------------------------------------- |
| 1. Waarnemen van het lijden            | het leven                                | het lijden                           |                                               |
| 2. Oorzaak van het lijden (etiologie)  | uiterlijke, somatische factoren          | onbalans van lichaamsprincipes       | begeerte, haat, woede, verblinding            |
| 3. Opheffing van het lijden (therapie) | eliminatie somatische oorzaken           | herstel innerlijk evenwicht          | tegengiffen: medeleven, meditatie en wijsheid |
| 4. Pad, therapeutische werkwijze       | geneesmiddelen, chirurgie, radiotherapie | geneesmiddelen, voeding, levenswijze | het Achtvoudige Pad                           |

### Ziekteleer
In de vier hoofdwerken van de Tibetaanse geneeskunst is sprake van 84.000 verstoringen die in 404 ziektes worden ingedeeld. Daarvan zijn vervolgens 101 ziektes karmisch bepaald en eindigen, indien onbehandeld, met de dood. 101 ziektes stammen uit het huidige leven en kunnen met geneesmiddelen worden genezen. 101 ziektes worden door de menselijke geest veroorzaakt. 101 ziektes zijn van oppervlakkige natuur, wat wil zeggen dat ze door juist gedrag en houding worden genezen.
Ti-mug, de onwetendheid over het niet bestaan van een Ich is naar Tibetaans inzicht de belangrijkste oorzaak van alle lijden. Zolang de mens het Ich-bewustzijn bezit, draagt hij ziekte inherent met zich mee. Uit deze Ich-bewustzijn ontstaat hechting en afwijzing.
De directe uitwerking van de drie giffen ('tweede nobele waarheid') leidt tot een verstoorde balans van de drie lichaamsenergieën c.q. dosha's. Hierdoor ontstaat een verbinding van het lichaamsenergetische naar het spirituele niveau: de ziekte als verstoring van de lichaamsenergie wordt overeenkomstig door het foutieve gedrag bepaald. Volgens de Tibetaanse ziekteleer wordt elke onbalans van de drie energieën door de drie giffen van de menselijke geest veroorzaakt. De geestelijke grondhouding geeft voornamelijk de doorslag over gezondheid en ziekte.
| Verborgen of indirecte oorzaken                                         | Directe oorzaken |
| ----------------------------------------------------------------------- | ---------------- |
| Onwetendheid, verblinding, aanname van het bestaan van een Ich (ti-mug) | Slijm (badkan)   |
| Begerigheid (Begeerte zonder hechting) (dö-chag)                        | Wind (rlung)     |
| Haat (toorn, agressie of nijd) (she-tang)                               | Gal (mkhrispa)   |

## Toepassing

### Diagnostiek
De diagnostiek in de Tibetaanse geneeskunde moet via de onbalans in de drie lichaamsenergieën opheldering geven. Door middel van observatie van uiterlijke tekens bij de patiënt stelt een Tibetaans arts (amsi) een verstoring vast, waarbij de diagnose vooral gericht is op onderzoek van de pols, tong en urine. Met bevraging over de voorgeschiedenis en de toestand van het moment onderzoekt hij verder hoe het lichaam in de toestand van de ziekte terecht is gekomen en wat de ziekteveroorzakers zijn.
Het voelen van de polskwaliteit wordt in de Tibetaanse geneeskunde tot de hoogste vaardigheid verheven. Zo wordt door het voelen van de polskwaliteit conclusies getrokken over verstoringen die disharmonie hebben gebracht in de drie lichaamsprincipes. De mogelijke oorzaak van gezondheidsstoornissen wordt toegerekend aan de negatieve invloed van de menselijke geest.

### Therapie

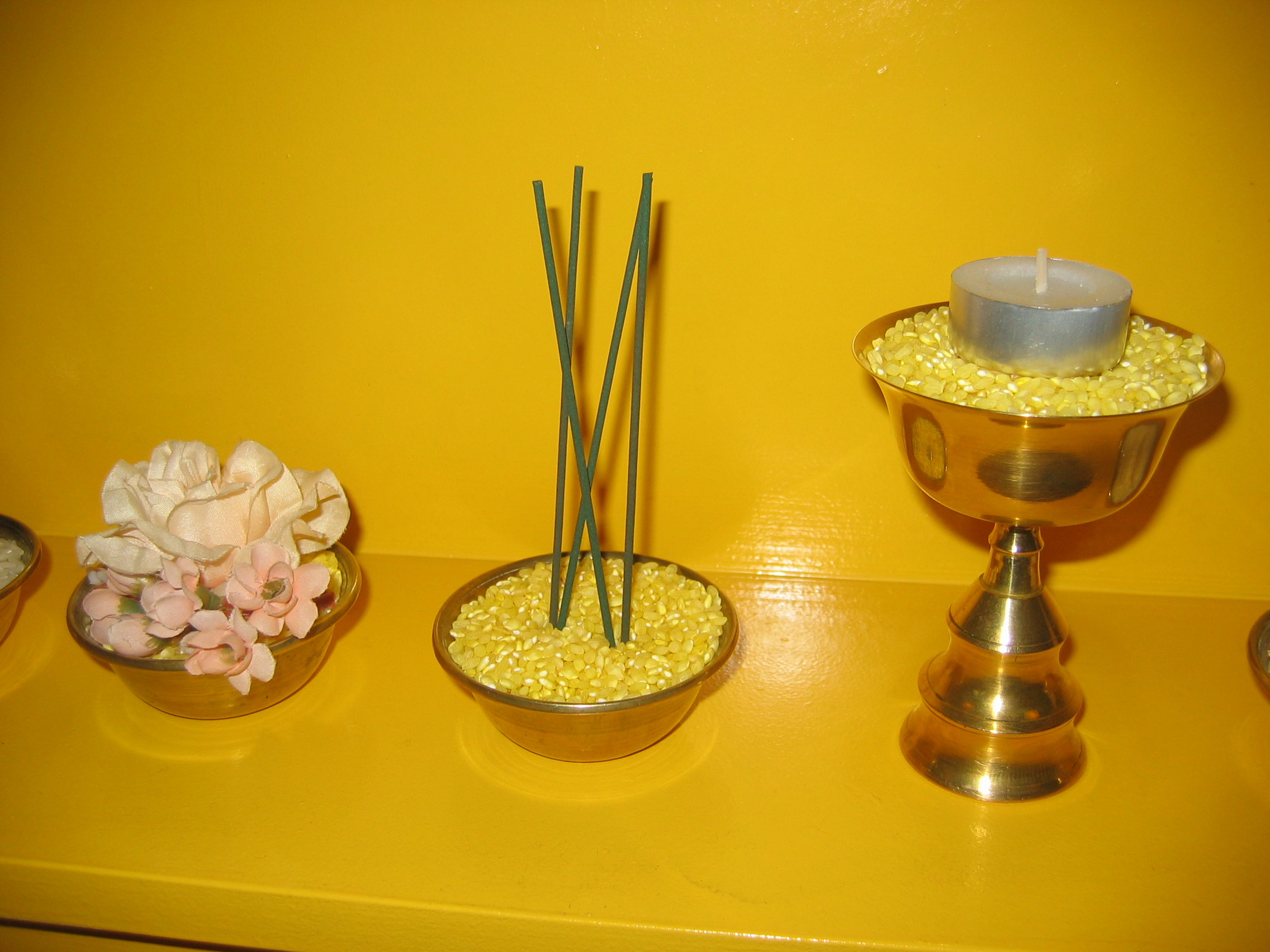
Tibetaans wierookstaafjes (middenste schaaltje)

Therapieën in de Tibetaanse geneeskunde hebben zowel preventief als genezend doel en richten zich in beide gevallen op herstel van de balans van binnen en van buiten. Gezondheid wordt als een toestand van optimale balans gedefinieerd. Er zijn vier methodes die dienen tot genezing.
De eerste methode richt zich op de juiste voeding die aangepast is op de tijd van de dag en het jaargetijde.
De tweede betreft de juiste houding of gedrag, gezien de belangrijkste ziekteoorzaak vanuit boeddhistisch perspectief ligt in de juiste geestelijke houding, waar begeerte, woede, haat, maar ook illusie leiden tot onbalans.
De derde therapeutische methode bestaat uit het voorschrijven van medicamenten in de vorm van kruidenpillen. Deze pillen bestaan overwegend uit plantbestanddelen. In een klein deel worden bestanddelen van dierlijke herkomst gemengd en in uitzonderingsgevallen worden mineraalsubstanties toegevoegd. Ook bestaan er zogenaamde 'juwelenpillen' die edel- en halfedelstenen bevatten. Ook wordt Tibetaans wierook gebruikt als medicament.
Verder zijn er de uitwendige behandelingen, waartoe onder meer cupping, aderlaten, Ku-nye massage, rookbehandeling, moxibustie, Jamtsi therapie, Hor-me therapie, fomentatie en cauterisatie worden gerekend. Om de juiste tijdstippen te berekenen met betrekking tot een therapie worden Tibetaanse astrologie en getallenmystiek ter hand genomen.

## Onderscheid met westerse geneeskunde
De fundamenten van de westerse natuurwetenschappelijke geneeskunde zijn de scheikunde, natuurkunde, anatomie, fysiologie en de pathologie van het menselijk lichaam. Het is een somatische, ofwel lichaamsgerichte wetenschap en houdt zich bezig met bewijs- en meetwerkzaamheden van de werking van medische methoden en secundair de verklaarbaarheid ervan. De westerse geneeskunde hecht er grote waarde aan, dat behandelingsmethoden bewijsbaar werkzamer zijn dan de behandeling met een placebomiddel.
De Tibetaanse geneeskunde richt zich niet zozeer op de anatomie, de substantie van het menselijke wezen of de meet- en bewijsbare effecten van het somatische lichaam, echter veel meer op patronen, relaties en functies en het samenspel ertussen. Het organisme wordt als een zelfregelend open systeem begrepen dat met zijn omgeving in verbinding staat en er materie en informatie mee uitwisselt.
De natuurwetenschappelijke geneeskunde richt het onderzoeksveld primair op de ziekteoorzaak, het ziekteverloop en de bijdragende pathogenetische mechanismen.
De Tibetaanse geneeskunde richt zich in hoge mate op de omgeving van de zieke en de invloed die deze heeft op de zieke. Ze neemt daaruit aan, zonder dat het bestaan of de waarheid is bewezen, dat er sprake is van een onbalans in de lichaamsfuncties en -energieën die de klachten veroorzaken bij de patiënt. De belangrijkste therapie bestaat eruit de denk-, leef- en voedingswijze te veranderen, terwijl het gebruik van geneesmiddelen op de tweede plaats komt. Bovendien bestaan de medicamenten in de Tibetaanse geneeskunde altijd uit een groot aantal substanties, waardoor de neveneffecten beperkt zouden moeten blijven, aangezien elke substantie slechts in een kleine dosis toegevoegd wordt.